# Музей Пушкина (Берново)
Музей А.С. Пушкина в Берново — музей-усадьба в деревне Берново, Старицкого района Тверской области, которую неоднократно посещал Пушкин. Объект культурного наследия народов России федерального значения . 
Музей — ключевой объект Пушкинского кольца Верхневолжья.
Является филиалом Тверского государственного объединенного музея.

## История
Усадьба с XVIII века принадлежала дворянскому роду Вульфов, которые также являлись соседями Пушкиных в Псковской губернии (современная Псковская область), где Пушкины владели усадьбой Михайловское, а Вульфы — расположенной рядом усадьбой Тригорское. В силу этого Пушкин был хорошо знаком с Вульфами, и общался с ними не только в Михайловском, но и посещал их тверскую усадьбу Берново, где воспитывалась Анна Керн.

В имении Берново господ Вульф когда то гостил наш великий национальный поэт Александр Сергеевич Пушкин. До сих пор указывают на его любимое место под названием «Три сосны», эти деревья будто посаженные им самим. Здесь Пушкиным написано даже несколько стихов, посвящённых разным лицам.— И. П. Крылов «Достопримечательности в уезде».
В усадьбе сохранился парк и родовое кладбище.
Музей открыт в 1971 году. Здание музея — каменный двухэтажный особняк с колоннами по фасаду и мезонином, сохранившийся в первозданном виде. У здания музея открыт памятник поэту. На холме «Парнас», у омута, в парке у пруда, установлены мемориальные доски. Берново входит в «Пушкинское кольцо Верхневолжья». Каждое первое воскресенье июня в селе проводится традиционный Пушкинский праздник поэзии.
Также в селе находится действующая церковь Успения Пресвятой Богородицы (построена в 1687—1699 годах). На государственной охране как выявленные памятники архитектуры также числятся 12 домов в центральной части села, винокуренный завод и амбулатория земской больницы.
С 1985 года в музее действует постоянная экспозиция, посвященная жизни и творчеству художницы Варвары Дмитриевны Бубновой.

## Галерея

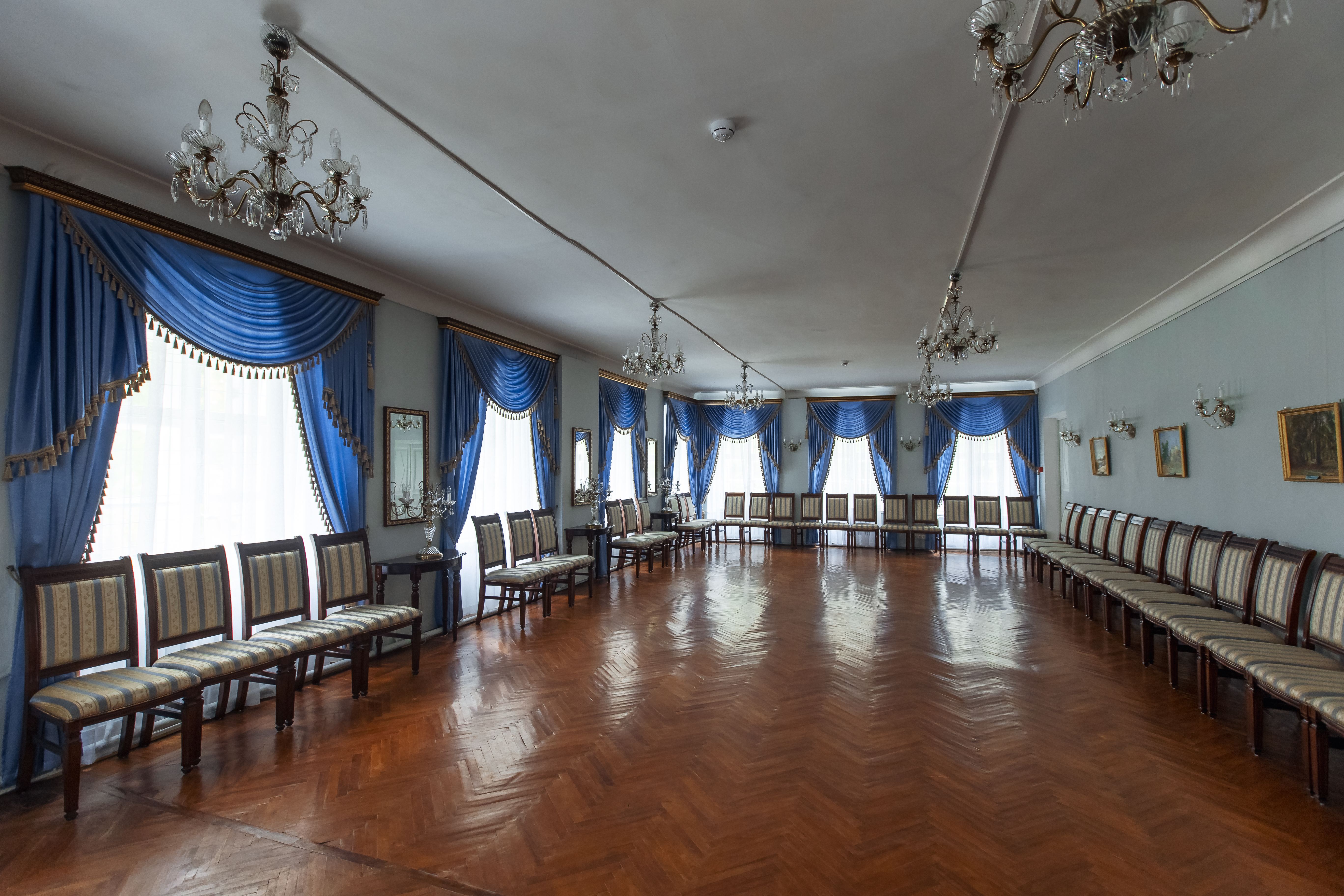
Зал Музея А.С. Пушкина в Берново
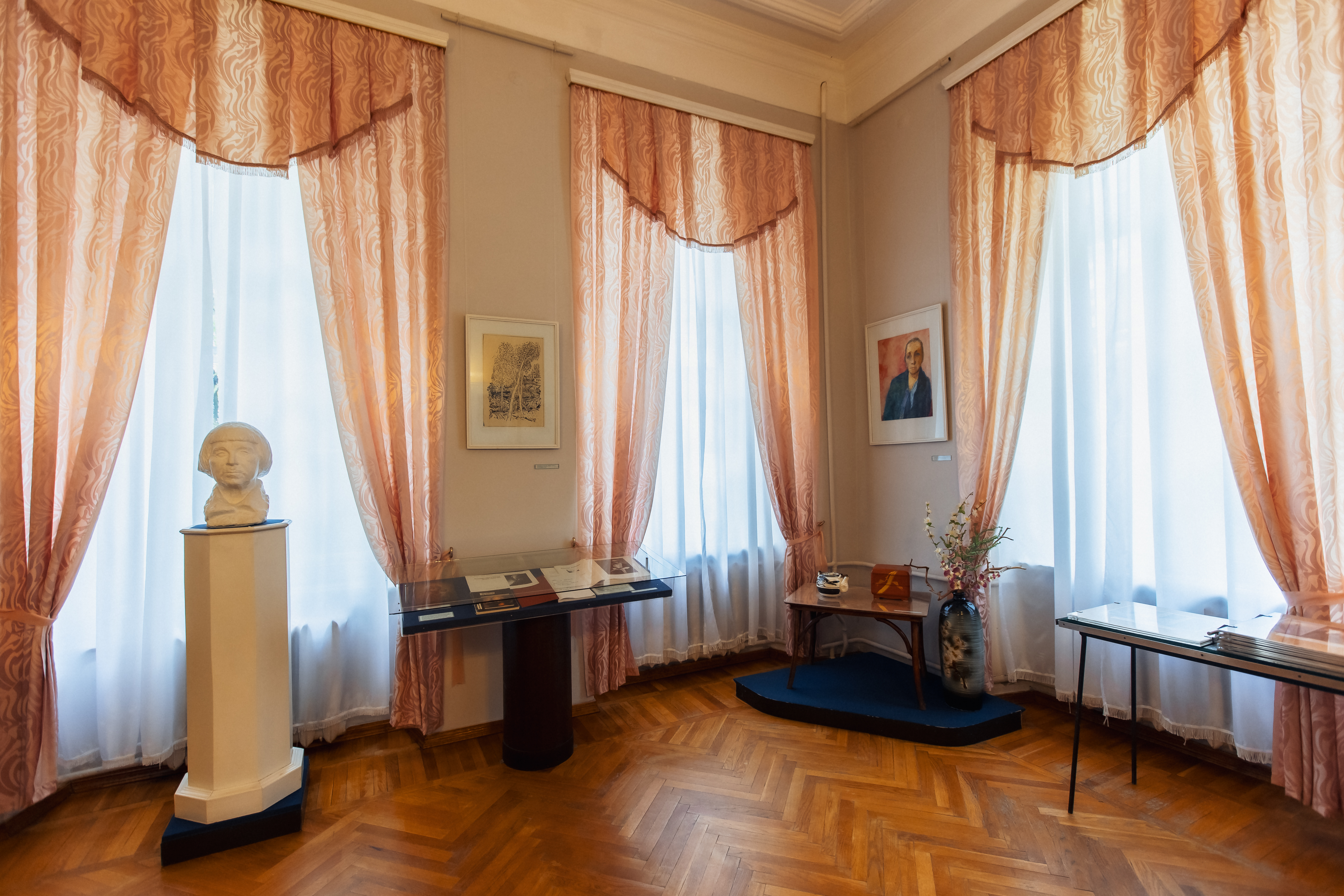
Фрагмент экспозиции Музея А.С. Пушкина в Берново
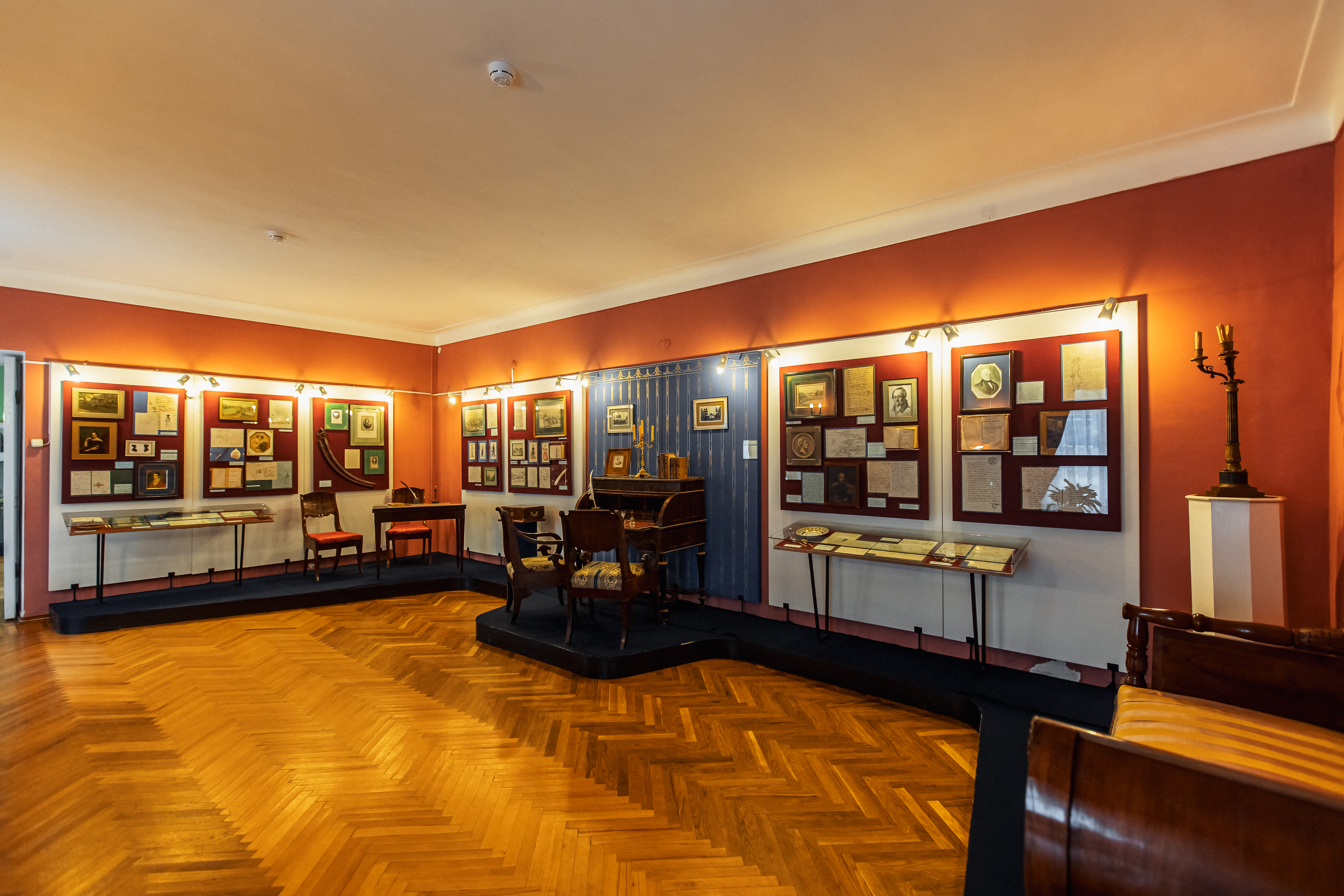
Экспозиция Музея А.С. Пушкина в Берново